# La Fille ou le vase ?
La Fille ou le vase ? ou Le Vase ou la fille ? (sous-titre : Choix difficile) (en polonais : Wazon czy kobieta ?) est un tableau peint à l'huile par le peintre polonais Henryk Siemiradzki, réalisé en 1878. Il est signé en bas à gauche : H.Siemiradzki MDCCCLXXXVII. Ses dimensions sont de 155,6 × 99 cm.

## Description
La scène représente l'intérieur d'un antiquaire de la Rome antique. Un patricien, tenant un vase en main, regarde une fille nue qui lui est présentée par deux marchands d'esclaves. Il est accompagné d'un jeune homme, probablement son fils, son ami ou son amant qui se tient debout, le pied appuyé sur une chaise. L'expression des visages des deux hommes semble indiquer que leur choix se portera sur la fille.

## Histoire
Le tableau La Fille ou le vase a été présenté à l'exposition universelle de 1878 à Paris en même temps que Les Torches de Néron (ou Lumières du christianisme) et Le mendiant naufragé. C'est pour ces tableaux que Siemiradzki a reçu la plus haute distinction de l'exposition, le Grand prix (Grande médaille d'or), et que le gouvernement français lui a remis l'Ordre national de la Légion d'honneur.

## Provenance
Jusqu'en 1955, le tableau se trouvait dans la collection Newman de Londres, puis chez un collectionneur privé en Californie. En octobre 2005, le tableau a été vendu aux enchères chez Sotheby's pour la somme de 1 416 000 dolars. Jusqu'au 25 novembre 2013, c'était le prix le plus élevé atteint par une toile de cet artiste lors d'une vente aux enchères.